# جرائم القتل في شيكاغو بواسطة تايلنول
عام 1982حدثت سلسلة من جرائم القتل الناجمة عن التسمم الناتج من العبث بالأدوية في منطقة شيكاغو.و كانت الضحايا قد أخذت كبسولات اسيتاموفين من ماركة تايلنول و التي تم ربطها بسيانيد البوتاسيوم. قد مات سبعة أشخاص نتيجة التسمم، مع العديد من الوفيات في الجرائم المقلدة اللاحقة.
لم يكن هنالك شخص متهم أو مدان بتهمة التسمم. وقد أدين جيمس ويليام لويس، المقيم بمدينة نيويورك، بالابتزاز بسبب إرسال خطاب إلى جونسون آند جونسون الذي حصل على ائتمان عن الوفيات وطالب بمبلغ مليون دولار لإيقاف هذه الوفيات، ولكن الأدلة التي ربته بالتسمم الفعلي لم تظهر على الإطلاق.
و قد أدت هذه الحوادث إلى إصلاحات في تغليف المواد المضادة، وإالى قوانين اتحادية لمكافحة التلاعب. أعمال جونسون آند جونسون لتقليل الوفيات وتحذير الجمهور من مخاطر التسمم قد حظيت بإشادة واسعة باعتبارها استجابة نموذجية للعلاقات العامة لمثل هذه الأزمة.

## الحوادث
29 سبتمبر1982  الطفلة ماري كليرمن التي تبلغ من العمر اثنا عشر عاماً وتعيش في قرية إلك غروف-إلينوي توفت بعد تناولت كبسولة قوية من دواء تايلنول. آدم جانوس من قرية آرلينغتون هايتس-إلينوي توفى في وقت لاحق من ذلك اليوم بعد ابتلاع كبسولات من علبة تايلنول، أخاه ستانلي عمره 25 و زوجة أخيه ثيريسا عمرها 19 يعيشان في ليسل إلينوي توفوا فيما بعد أيضاً بعد أخذ كبسولات من نفس العلبة. خلال الأيام القليلة القادمة ماري مكفارلند بعمر31 من مدينة إلمهورست-إلينوي و باولا برنس بعمر 35 من شيكاغو وماري رينر بعمر 27 من مدينة وينفيلد توفوا في حوادث مماثلة l. وعندما أدرك أن جميع هؤلاء الناس قد تناولوا تايلنول مؤخراُ، وقد أجريت الأختبارات بسرعة، والذي كشف عما قريب وجود السيانيد في العُلب.ثم صدرت تحذيرات عبروسائل الإعلام والدوريات باستخدام مكبرات الصوت، تحذير السكان في جميع أنحاء منطقة شيكاغو لوقف استخدام منتجات تايلنول.
و قد علمت الشرطة أن هنالك مصادر مختلفة من تايلنول تم التلاعب بها، واستبعدت عمل المصانع، كما جاء العُلب التي تم التلاعم بها من شركات صيدلانية مختلفة، وكانت الوفيات السبعة قد حدثت جميعها في منطقة شيكاغو، لذا فقد استبعدت أعمال التخريب أثناء الإنتاج.عوضاُ عن ذلك، قد خلصت الشرطة إلى أنهم كانوا يبحثون على الأرجح عن متهم يُعتقد أنه حصل على عُلب تايلنول من من مختلف منافذ البيع بالتجزئة. و علاوة على ذلك، استنتجوا أن المصدر هو في الأرجح محلات السوبر ماركت ومحلات بيع الأدوية. على مدى عدة أسابيع، ومن المحتمل أن المتهم يضيف السيانيد إلى الكبسولات، ثم العودة بطريقة منهجية إلى المتاجر لإعادة العُلب إلى الرفوف. إضافة إلى القوارير الخمس التي أدت إلى مقتل الضحايا، وفيما بعد تم أكتشاف ثلاث علب أخرى ملوثة.
في جهد منسق لطمأنة الجمهور، وزعت جونسون آند جونسون تحذيرات إلى المستشفيات والموزعات و أوقفت أنتاج التايلنول. في 5 أكتوبر 1982. أصدرت جونسون آند جونسون لاستدعاء تايلنول على مستوى البلاد.و كان هناك ما يقارب 31 مليون علبة يجري تداولها، بقيمة تجزئة تفوق 100 مليون دولار أمريكي(ما يعادل 265 مليون دولار أمريكي في عام2019). كما أعلنت الشركة في وسائل الإعلام الوطنية عن عدم استهلاك الأفراد لأي من منتجاتها التي تحتوي علو أسيتامينوفين بعد أن تقرر أن هذه الكبسولات فقط قد تم التلاعب بها. كما عرت جونسون آند جونسون أيضاً استبدال  كبسولات تايلنول التي تم شراؤها بالفعل من قبل الجمهور بأقراص دواء صلبة.

## التحقيقات
أثناء التحقيق الأول، أرسل رجل يدعى جيمس ويليام لويس رسالة إلى جونسون آند جونسون يطلب فيها مليون دولار لإيقاف جرائم القتل التي تسبب فيها السيانيد. تم التعرف عليها عبر البصمات والمغلف المستخدم، ولم تتمكن الشرطة من ربطه بالجرائم، بينما كان هو وزوجته يعيشان في نيويورك في ذلك الوقت، بينما أنه أدين بالإبتزاز، وقضى في السجن 13 سنة، في عام 1995 أطلق سراحه بشكل مشروط. و قد أفادت قناة دبليو سي في بي الخامسة بأن وثائق المحكمة صدرت في أوائل عام 2009،( أظهرت  محققات وزارة العدل أن لويس هو المسؤول عن عملية التسمم، رغم عدم وود أدلة كافية تثبت التهمة عليه). في يناير، قدّم كل من لويس وزوجته عينات من الحمض النووي وبصمات إلى السلطات. قال لويس «إذا كان مكتب التحقيقات الفدرالي يلعب بشكل عادل فلا داعي لأقلق». و استمر لويس إنكار التهمة.
تم التعرف على رجل ثاني، روجر أرنولد، والتحقيق معه وتبرئته من التهمة. كان لديه انهيار عصبي بسبب اهتمام وسائل الإعلام، فقام هو بإلقاء اللوم على مالك بار يدعى مارتي سينكلر.في صيف 1983، أرنولد أطلق النار على جون ستانيشا وقتله. في يناير 1984 أدين أرنولدو حكم عليه بالسجن 15 سنة بتهمة القتل من الدرجة الثانية. توفى في حزيران 2008.
لاوري دان، التي سممت وأطلقت النار على عدد غير معروف من الناس في ثورة 1988 داخل وحول بلد وينتكا-إلينوي، اعتبرت لفترة وجيزة مشتبهاً به، ولكن لم يتم العثور على دليل مباشر.